# ジョージ・ヘイスティングズ (第8代ハンティンドン伯爵)
第8代ハンティンドン伯爵ジョージ・ヘイスティングズ（英語: George Hastings, 8th Earl of Huntingdon、1677年3月22日 – 1705年2月22日）は、イングランド貴族。1677年から1701年までヘイスティングズ卿の儀礼称号を使用した。

## 生涯
セオフィラス・ヘイスティングズとエリザベス・ルイス（Elizabeth Lewis）の次男（長男トマスは1675年に夭折）として、1677年3月22日に生まれた。1693年4月8日、オックスフォード大学ウォダム・カレッジに入学した。
1697年から1702年まで近衛歩兵第1連隊で中佐として従軍、1702年にマールバラ公爵の下で志願兵としてスペイン継承戦争に参戦、フェンロー包囲戦とルールモント包囲戦で戦功をあげた。また、ハンティンドン連隊の隊長を務めた（任期：1702年 – 1703年）。
1701年5月30日に父が死去すると、ハンティンドン伯爵の爵位を継承した。
1702年4月23日のアン女王戴冠式で王笏を持つ役割を務めた。
1705年2月22日に死去、生涯未婚だったため異母弟セオフィラスが爵位を継承した。死後、ウェストミンスターで埋葬された。